# Yangsan
Yangsan is een stad in de Zuid-Koreaanse provincie Gyeongsangnam-do. De stad telt 250.000 inwoners en ligt in het zuidoosten van het land.

## Bestuurlijke indeling
- Mulgeum-eup
- Dong-myeon
- Sangbuk-myeon
- Wondong-myeon
- Habuk-myeon
- Gangseo-dong
- Deokgye-dong
- Samseong-dong
- Seochang-dong
- Soju-dong
- Jungang-dong
- Pyeongsan-dong

## Partnersteden
- Jindo County, Zuid-Korea
- Yurihonjo, Japan